# مدرسة قوشقم
مدرسة قوشقم هي خانقاه يقع على جبل كوش إلى الجنوب الشرقي من مدينة قيصرية في وسط تركيا. ووفقًا للنقوش الموجودة على المبنى التي لم تعد موجودًا، فقد بناه علاء الدين آرتين تخليدًا لذكرى زوجته سولي باشا في عام 1339 م. وعلى الرغم من أنها كانت خانقاه في الأصل، إلا أنها عُرفت فيما بعد واستُخدمت كمدرسة إسلامية. إن مدرسة قوشقم هي موقع دفن علاء الدين آرتين وزوجته سولي باشا وابنه وخليفته غياث الدين محمد الأول الآرتيني وحفيده وخليفته اللاحق علاء الدين علي الآرتيني. يظهر اسم قالويان، الذي يُحتمل أنه مهندس معماري أرمني، على المبنى.

## فهرس
- Durukan, Aynur (2002). "Köşkmedrese". KÖŞKMEDRESE. TDV İslâm Ansiklopedisi (بالتركية). TDV İslâm Araştırmaları Merkezi. Archived from the original on 2025-05-12. Retrieved 2023-11-10. {{استشهاد بموسوعة}}: الوسيط |تاريخ الوصول= and |تاريخ-الوصول= تكرر أكثر من مرة (help)
- Jackson، Cailah (4 سبتمبر 2020). Islamic Manuscripts of Late Medieval Rum, 1270s-1370s Production, Patronage and the Arts of the Book. Edinburgh University Press.

38°43′00″N 35°30′38″E / 38.71657°N 35.51056°E